# Euryarthrum pubiventre
Euryarthrum pubiventre är en skalbaggsart som beskrevs av Holzschuh 2008. Euryarthrum pubiventre ingår i släktet Euryarthrum och familjen långhorningar. Inga underarter finns listade i Catalogue of Life.